# Llista d'episodis de Steins;Gate 0
Steins;Gate 0 (シュタインズ・ゲート ゼロ, Shutainzu Gēto Zero) és una sèrie de televisió anime del Japó creada per White Fox que continua la història del videojoc homònim de 5pb. i forma part del món Kagaku Adobenchā. Es considera la iteració final de la història de Steins;Gate 0, que explica certs esdeveniments del final de Steins;Gate.
L'anime es va emetre al Japó d'abril a setembre de 2018. A Catalunya es va estrenar el 8 de desembre de 2023 al canal SX3 en motiu del Manga Barcelona, en un canal Pop-Up exclusiu.
La sèrie té lloc en un futur alternatiu en què l'estudiant universitari Rintaro Okabe, traumatitzat a causa dels salts temporals, coneix els neurocientífics Maho Hiyajo i Alexis Leskinen i comença a ajudar al projecte del seu sistema d'intel·ligència artificial, Amadeus.

## Llista d'episodis
| Núm. | Títol                                                                                         | Data d'emissió original | Data d'emissió en català |
| --- | --------------------------------------------------------------------------------------------- | ----------------------- | ------------------------ |
| 1 | El zero absolut Rei-ka-iki no Misshingu Rinku (零化域のミッシングリンク)                      | 12 d'abril de 2018      | 21 de gener de 2024      |
| Han passat sis mesos d'ençà que en Rintarô Okabe va decidir quedar-se en la línia d'univers on la Kurisu Makise és morta. Immers en una vida social allunyada de la seva faceta com a científic boig, s'ha d'enfrontar als traumes que li han deixat les experiències prèvies. Enmig d'aquesta nova vida assisteix a un seminari que presenta Amadeus, una revolucionària intel·ligència artificial lligada a les teories de la Kurisu.                                           |                                                                                               |                         |                          |
| 2 | Epígraf tancat Heijikyokusen no Epigurafu (閉時曲線のエピグラフ)                              | 19 d'abril de 2018      | 21 de gener de 2024      |
| L'Okabe acaba admetent davant la Maho que coneixia la Kurisu i les seves teories sobre la recuperació de la memòria. En Leskinen i la Maho li presenten l'Amadeus, un avatar de la Kurisu creat a partir dels seus records, i li demanen a l'Okabe que s'hi reuneixi de tant en tant per recopilar informació sobre el funcionament del sistema. |                                                                                               |                         |                          |
| 3 | Protocol de doble evangeli Sōtsui Fukuin no Purotokoru (双対福音のプロトコル)                 | 26 d'abril de 2018      | 21 de gener de 2024      |
| L'Okabe travessa una frontera perillosa i comença a interactuar amb l'Amadeus com si fos la Kurisu real: li ensenya el laboratori i la porta a passejar pels carrers d'Akihabara. Mentrestant, la Mayuri i les seves companyes de cosplay preparen una festa de Nadal per animar la Suzuha, però no serà gens fàcil convèncer-la perquè hi vagi. |                                                                                               |                         |                          |
| 4 | L'ovella extraviada Bōshitsu Ruten no Sorichūdo (亡失流転のソリチュード)                      | 3 de maig de 2018       | 21 de gener de 2024      |
| Atemorit, l'Okabe està patint episodis catastròfics de Reading Steiner, però es nega a creure que la línia d'univers es pugui estar desplaçant. D'altra banda, la Suzuha busca una nena que va perdre de vista en un dels seus viatges en el temps, i en Daru i l'Okabe l'ajuden a trobar-la. Aquesta recerca els retroba amb algú que desperta records traumàtics en l'Okabe, qui ja té prou problemes per processar la mena de relació que està establint amb l'Amadeus.        |                                                                                               |                         |                          |
| 5 | L'ovella involucrada Hitenshūsa no Sorichūdo (非点収差のソリチュード)                         | 10 de maig de 2018      | 21 de gener de 2024      |
| Malgrat que desconfia de la Moeka, l'Okabe li demana que els ajudi a buscar la Kagari Shiina. Però els resultats de la investigació presenten una nova amenaça. D'altra banda, la Maho decideix parlar amb l'Okabe per aclarir la situació d'incertesa a què s'ha arribat en relació amb l'Amadeus. Poc després, una font propera els porta a la persona que buscaven, cosa que acaba suscitant més preguntes que respostes.                                                      |                                                                                               |                         |                          |
| 6 | L'eclipsi orbital Kidōchitsujo no Ekuripusu (軌道秩序のエクリプス)                            | 17 de maig de 2018      | 28 de gener de 2024      |
| Per més que l'Okabe i la Suzuha hagin trobat la Kagari Shiina, encara no saben qui més anava darrere d'ella i com ha sigut la seva vida durant els últims dotze anys. Entre celebracions de Cap d'Any, arriba el moment en què l'Okabe ha de prendre una decisió pel que fa a l'Amadeus. Quan semblava que s'arribava a una conclusió en aquest sentit, un incident sobtat deixa clar que encara estan sota una amenaça ben real.                                                 |                                                                                               |                         |                          |
| 7 | Transició vibrònica Fuden Sen'i no Ekuripusu (振電遷移のエクリプス)                           | 24 de maig de 2018      | 28 de gener de 2024      |
| Un grup d'emmascarats assalta el laboratori i intenta segrestar la Kagari, però en Braun arriba a temps d'impedir-ho. L'Okabe, que coneix el seu secret, li demana que els ajudi a protegir la Kagari a canvi que la Suzuha vetlli per la seguretat de la Nae. Mentrestant, l'Okabe i companyia intentaran descobrir qui eren els assaltants i quin objectiu perseguien. |                                                                                               |                         |                          |
| 8 | Dualitat antinòmica Niritsuhaihan no Dyuaru (二律背反のデュアル)                              | 31 de maig de 2018      | 28 de gener de 2024      |
| Sense D-mails ni màquina de salts temporals, l'Okabe ha canviat de línia d'univers i apareix en un món en què la Kurisu és viva i la Mayuri, morta. La Kurisu l'intenta convèncer perquè torni al seu món, però per a l'Okabe això significa tornar a escollir entre la Mayuri i la Kurisu. |                                                                                               |                         |                          |
| 9 | La Pandora del retorn etern Eigō Kaiki no Pandora (永劫回帰のパンドラ)                        | 7 de juny de 2018       | 28 de gener de 2024      |
| En Rintarô torna a estar a la línia d'univers beta. Malgrat que sembla que tot s'ha restablert i que la Kagari és en un lloc segur, un seguit de coincidències indica que hi ha alguna organització darrere els darrers atacs. Paral·lelament, la Suzuha s'ensuma que les coses no van per bon camí i s'enfronta a l'Okabe, desesperada per evitar la Tercera Guerra Mundial. La clau que explica els atacs, però, potser la podria tenir la Maho...                              |                                                                                               |                         |                          |
| 10 | La Pandora de la demostració de l'existència Sonzai Shōmei no Pandora (存在証明のパンドラ)    | 14 de juny de 2018      | 28 de gener de 2024      |
| L'admiració i el respecte que la Maho sent per la Kurisu la porten a deixar l'ordinador de la Kurisu en mans d'un hacker. D'altra banda, la Faris s'empesca un pla per netejar el seu pis després del caos que ha desplegat la Maho en pocs dies. I en acabat, munta una festa de noies. Poc després, la Maho fa un passeig per Akihabara amb l'Okabe i l'Amadeus que dona lloc a records, anècdotes de la Kurisu i per revelacions esfereïdores.                                 |                                                                                               |                         |                          |
| 11 | La Pandora de l'oblit de l'existència Sonzai Bōkyaku no Pandora (存在忘却のパンドラ)          | 21 de juny de 2018      | 4 de febrer de 2024      |
| L'Okabe i la Maho es presenten al cau del hacker que havia d'analitzar l'ordinador de la Kurisu. És algú que coneixen molt bé. I quan finalment s'arriba a un acord i es decideix que seria millor destruir-lo, els assalta un grup armat que busca l'ordinador de la Kurisu. Les conseqüències de l'atac porten la Maho a replantejar-se el seu complex d'inferioritat respecte a la Kurisu i què motivava que s'aferrés tant a ella i al seu llegat.                            |                                                                                               |                         |                          |
| 12 | La mare oca recursiva Sōgosaiki no Mazā Gūsu (相互再帰のマザーグース)                         | 28 de juny de 2018      | 4 de febrer de 2024      |
| La Kagari sent una cançó que li recorda algun moment del seu passat. L'Okabe creu que pot ser un element clau per ajudar-la a recuperar la memòria, i tots junts comencen a investigar l'origen de la cançó. Qui la cantava? D'on sortia? I el més important: per què afecta tant la Kagari? |                                                                                               |                         |                          |
| 13 | La mare oca de la difracció Kaisetsu Joshō no Mazā Gūsu (回折叙唱のマザーグース)              | 5 de juliol de 2018     | 4 de febrer de 2024      |
| La Mayuri no acaba d'entendre que la Kagari sigui la seva filla adoptiva, però ho acaba acceptant i li prepara una festa per celebrar que ha recuperat la memòria. D'altra banda, l'Okabe i la Moeka intenten descobrir per què la Kagari només ha recuperat part dels seus records. El senyor Braun té la teoria que algú li va rentar el cervell. |                                                                                               |                         |                          |
| 14 | Reconeixement del límit elàstic Dansei Genkai no Rikogunaizu (弾性限界のリコグナイズ)         | 19 de juliol de 2018    | 4 de febrer de 2024      |
| Han passat sis mesos d'ençà que la Kagari va desaparèixer. L'Okabe i la seva colla l'han estat buscant sense èxit, i les instal·lacions que va descobrir la Moeka només els deixen més preguntes. Ara bé, un incident inesperat farà que la Suzuha recordi detalls del futur que explicarien l'estat psicològic de la Kagari. Tanmateix, la Suzuha, que ja no té esperances que l'Okabe l'ajudi, demana a la Maho que ajudi en Daru tornar a crear la màquina de salts temporals. |                                                                                               |                         |                          |
| 15 | Reconeixement de la línia asimptòtica Zankinsen no Rikogunaizu (漸近線のリコグナイズ)         | 26 de juliol de 2018    | 4 de febrer de 2024      |
| Tot i que la Suzuha és la filla que en Daru i la Yuki tindran en el futur, com que veu tan pocs avenços en la relació dels seus pares, la Suzuha comença a veure perillar la seva existència, i decideix recórrer als amics d'en Daru per muntar un pla infal·lible que encamini una mica més la relació entre els seus pares. Per la seva banda, l'Okabe està arribant a un punt en què, aparentment, un seguit de nous horitzons li està canviant les prioritats.               |                                                                                               |                         |                          |
| 16 | L'Altaïr del punt infinitament distant Mugen'en-ten no Arutairu (無限遠点のアルタイル)        | 2 d'agost de 2018       | 11 de febrer de 2024     |
| De mica en mica, els esforços de l'Okabe donen fruit i sembla que té més a prop la incorporació a la universitat Viktor Chondria. Mentre la Maho i en Daru miren de reproduir la màquina de salts temporals que va crear la Kurisu, l'Okabe els descobreix i haurà de fer front a qüestions que els seus companys no havien gosat dir-li fins ara. Alhora, la Mayuri descobreix uns sentiments dels quals no era conscient del tot.                                               |                                                                                               |                         |                          |
| 17 | La pseudoesfera de Beltrami Sōkyoku Heimen no Arutairu (双曲平面のアルタイル)                 | 9 d'agost de 2018       | 11 de febrer de 2024     |
| La Mayuri està decidida a esbrinar què amaga l'Okabe, i li demana a la Suzuha que li expliqui què està passant. Quan per fi comença a entendre les coses, pren una decisió amb la intenció de canviar el passat i garantir la felicitat del seu amic. Però l'Okabe no s'arriscarà de bon grat a tornar-la a perdre. |                                                                                               |                         |                          |
| 18 | La simetria translacional Heishin Taishō no Arutairu (並進対称のアルタイル)                   | 16 d'agost de 2018      | 11 de febrer de 2024     |
| Una persona de l'entorn de l'Okabe i companyia acaba revelant els seus plans maquiavèl·lics per apropiar-se de la màquina del temps, i es descobreix que la Kagari ha estat sotmesa a una tècnica molt perfeccionada de rentat de cervell. L'Okabe intenta impedir que la Mayuri viatgi al passat amb la Suzuha, però ella està decidida a acomplir la seva missió. |                                                                                               |                         |                          |
| 19 | L'Altaïr de les coordenades cícliques Junkan Zahyō no Arutairu (循環座標のアルタイル)         | 23 d'agost de 2018      | 11 de febrer de 2024     |
| Els recents atacs terroristes han deixat l'Okabe i els seus companys en estat de xoc a causa de la pèrdua de la Mayuri i la Suzuha. Així doncs, la situació empeny l'Okabe a admetre que necessita reconstruir la màquina de salts temporals per mirar de canviar el passat. A contrarellotge, la colla mira d'enllestir la màquina, però sembla que la línia d'univers on es troben no els posarà les coses gens fàcils.                                                         |                                                                                               |                         |                          |
| 20 | El renaixement del jurament solemne Meisei no Rinashimento (盟誓のリナシメント)               | 6 de setembre de 2018   | 11 de febrer de 2024     |
| L'Okabe es desperta desconcertat i amb el cos adolorit en un espai desconegut. És l'any 2036 i ha passat onze anys en coma. En aquell futur, finalment veu en primera persona la realitat caòtica i depriment de la guerra que la Suzuha li havia esmentat en el passat. El patiment d'aquesta època el fa entrar en raó i prendre una decisió: buscar l'Steins Gate costi el que costi amb l'ajuda dels companys que han sobreviscut.                                            |                                                                                               |                         |                          |
| 21 | El retorn del fènix Yuizō no Rinashimento (結像のリナシメント)                                | 13 de setembre de 2018  | 18 de febrer de 2024     |
| Malgrat que l'Okabe ha pres la decisió de buscar l'Steins Gate, es troba a l'any 2036, i tornar al 2011 suposarà un esforç titànic. Per aconseguir el seu objectiu li caldrà fer milers de salts temporals amb la màquina; una tasca que es complicarà, tenint en compte que l'any 2025 el van capturar i torturar fins a deixar-lo en coma. Malgrat tot, els seus remordiments i la seva ferma voluntat li donaran força i no li permetran rendir-se sense lluitar.              |                                                                                               |                         |                          |
| 22 | El renaixement del projecte Tōtaku no Rinashimento (投企のリナシメント)                       | 20 de setembre de 2018  | 18 de febrer de 2024     |
| L'Okabe no troba la manera d'evitar que la màquina del temps sigui destruïda amb la Mayuri i la Suzuha a dins. Al final és l'Amadeus qui proposa una solució que, per més radical que sigui, és l'única alternativa. Al principi sembla impossible, però a en Daru se li acut la manera de portar-la a la pràctica. |                                                                                               |                         |                          |
| 23 | L'Arclight de l'infinit Mugen'en-ten no Ākuraito (無限遠点のアークライト)                     | 27 de setembre de 2018  | 18 de febrer de 2024     |
| El D-Line que en Daru i l'Okabe envien al passat ha eliminat l'Amadeus. Han canviat moltes coses, però l'Okabe només té temps per intentar que la Suzuha i la Mayuri puguin emprendre el viatge en el temps i després poder-les rescatar, encara que sigui molts anys després. |                                                                                               |                         |                          |
| OVA | Polimorfisme de cristalls per Sant Valentí Kesshō Takei no Barentain (結晶多形のバレンタイン) | 21 de desembre de 2018  | 18 de febrer de 2024     |
| S'acosta el dia de Sant Valentí. Quan la Kagari s'assabenta que és costum regalar bombons a les persones que estimes, es mostra entusiasmada. La Suzuha sospita que està enamorada, i intentarà descobrir qui li agrada per evitar una possible paradoxa temporal. Mentrestant, la Faris organitza una trobada per ensenyar a les noies a fer bombons, tot i que sense gaire èxit.                                                                                                |                                                                                               |                         |                          |